# إراستوس جي. تورنر
إراستوس جي. تورنر هو محامي وسياسي أمريكي، ولد في 26 ديسمبر 1846 في بلاتيا في الولايات المتحدة، وتوفي في 10 فبراير 1933 في لوس أنجلوس في الولايات المتحدة. نشط حزبياً في الحزب الجمهوري. وقد انتخب عضو مجلس نواب كنساس ‏ وانتخب عضو مجلس النواب الأمريكي ‏.